# 清沢清志
清沢 清志（きよさわ きよし、1905年 - 1959年）は、日本の詩人、劇作家。
長野県南安曇郡東穂高村（現安曇野市）生まれ。旧制青山学院専門部卒業。1921年、穂高演劇協会を創設、「安曇野モダニズム」の拠点とした。1924年、在京中に知り合った吉行エイスケとモダニズム雑誌『売恥醜文』を発刊（後に発禁処分）。同人誌『葡萄園』に「東を目指す」を発表。1930年には第二次信州詩人連盟講演会を行い、1939年には「藤村会」を創設。戦後は県下各地で積極的に公演を行った。